# Vidas Ginevičius
Vidas Ginevičius (Kaunas, 11 maggio 1978) è un ex cestista e allenatore di pallacanestro lituano.

## Carriera
Con la Lituania ha disputato i Giochi olimpici di Atene 2004 e i Campionati europei del 2005.

## Palmarès
- Campionato lituano: 5

Žalgiris Kaunas: 2002-03, 2003-04, 2004-05, 2006-07
Lietuvos rytas: 2009-10
- Lega Baltica: 1

Žalgiris Kaunas: 2004-05